# 1º Reggimento carabinieri "Piemonte"
Il 1º Reggimento Carabinieri “Piemonte” è un reparto dell’Arma dei Carabinieri, ordinativamente inquadrato alle dirette dipendenze della 1ª Brigata Mobile Carabinieri, che esercita le funzioni di alto coordinamento e controllo. Ha sede nella Caserma “M.O.V.M. Maggiore Alfredo Serranti” di Moncalieri (TO) ed ha alle proprie dipendenze il 2º Battaglione Carabinieri “Liguria”, di stanza a Genova.

## Storia del Castello Reale di Moncalieri
La caserma “Maggiore M.O.V.M. Alfredo Serranti”, sede 1º Reggimento Carabinieri “Piemonte”, è l'odierna struttura del Castello Reale di Moncalieri, che affonda le proprie radici nel lontano 1200.
Intorno al 1200, infatti, Tommaso I Conte di Savoia (1178-1233) costruì, sulla collina che oggi sovrasta la moderna città di Moncalieri, un massiccio fortilizio per controllare l'accesso a sud di Torino.
Divenne propriamente castello solamente con i grandi lavori iniziati nel 1559 quando l'antica fortezza fu trasformata in autentica dimora regale con un grande parco nel quale furono piantati circa duecento alberi. Le sale interne, riccamente arredate, divennero la sede di memorabili ed ambite feste. Da allora i lavori di ampliamento furono continui ed il Castello di Moncalieri si arricchì di capolavori d'arte e di mobili preziosi.
Nel XVII secolo il Re ordinò ulteriori lavori di ampliamento del precedente fortilizio ed il Castello assunse l'attuale impianto architettonico. In particolare fu Carlo Emanuele I, nel 1610, a dare inizio ai lavori, proseguiti da Vittorio Amedeo I e soprattutto dalla Madama Reale, Maria Cristina di Francia. I lavori continuarono senza soste per circa 60 anni ed avvennero sotto la direzione di valenti architetti, quali: Amedeo di Castellamonte, Andrea Costaguta e Carlo Morello.
Nella prima metà XVIII secolo Carlo Emanuele III fece effettuare numerosi interventi di abbellimento, proseguiti dal figlio Vittorio Amedeo III. Una parte di quei lavori furono vanificati e distrutti dai soldati francesi, che occuparono il Castello nel 1798 e lo trasformarono in ospedale. Funzione, questa, che ha poi nuovamente assunto durante la seconda guerra mondiale.
Dopo le distruzioni francesi, durante la restaurazione, il Castello ritornò ai Savoia e, nel 1817, Vittorio Emanuele I ordinò nuove costruzioni e significativi interventi di restauro. In particolare, furono costruiti il maestoso scalone a tre rampe in marmo di Carrara, che conduce al Salone della Regina, e la Cavallerizza in fondo alla Piazza d'Armi. Nella seconda metà dell'Ottocento il Re Vittorio Emanuele II e la Regina Maria Adelaide fecero completamente ristrutturare gli appartamenti, che vennero arredati secondo le tendenze dell'epoca, eliminando da quei locali le tracce dei secoli precedenti. Nel parco collinare retrostante fu costruita la “Torre del Roccolo”, fu ampliato il settecentesco “Ninfeo” e si costruì una grande cisterna per la raccolta delle acque al centro della Piazza d'Armi.
Gli ultimi discendenti di Casa Savoia a vivere nel Castello di Moncalieri furono la Principessa Maria Clotilde (anche conosciuta come la “Santa di Moncalieri”, moglie di Napoleone III, insignita nel 1942 con il titolo di “Serva di Dio” da Papa Pio XII) e la figlia, Principessa Maria Letizia Bonaparte.
Nel 1919, con Regio Decreto del 3 ottobre a firma dell'allora sovrano Vittorio Emanuele III, il Castello di Moncalieri, con l'annesso giardino, entrano a far parte del patrimonio immobiliare dello Stato.
Nel 1928 il Castello diviene sede della Scuola degli Ufficiali di complemento del Corpo d'Armata di Torino, fino al 1943.
Il 20 novembre 1945 nella Cavallerizza si insedia, per la prima volta, un Battaglione allievi Carabinieri di Torino e, a partire dal 15 ottobre 1948, l'Arma occupa a pieno titolo il Castello con l'istituzione del 1º Battaglione Allievi Sottufficiali.
A far data dal 24 dicembre 1969 il Castello è sede del Comando del 1º Battaglione Carabinieri che, assunta la denominazione “Piemonte” nel 1977, sarà poi elevato al rango di Reggimento nel settembre 2014.
Il Castello Reale è una delle Residenze Sabaude del Piemonte che sono iscritte dal 1997 nella Lista del Patrimonio Mondiale UNESCO.

### I Carabinieri ed il Castello
I Reali Carabinieri sono stati presenti al Castello sin dalla loro istituzione, avvenuta con le Regie Patenti del 13 luglio 1814, quale servizio di scorta ai reali di casa Savoia che si sono alternati nell'utilizzo del Castello quale loro dimora.
Nel 1928 fa ingresso nel Castello il Regio Esercito, istituendo la Scuola di Reclutamento degli Ufficiali di Complemento del Corpo d'Armata di Torino, per rimanervi sino al 1943.
Al termine della Seconda Guerra Mondiale:
- la struttura principale del Castello (denominata “campo profughi numero 21”) ospita rifugiati di origine francese ed alcuni internati nei campi di concentramento di rientro in patria;
- il 20 novembre 1945, nella Cavallerizza, si insedia un Battaglione allievi Carabinieri di Torino.

A partire dal 15 ottobre 1948 l'Arma occupa a pieno titolo il Castello con l'istituzione del 1° Battaglione Allievi Sottufficiali posto alle dipendenze, dal successivo 1º luglio 1950, della Scuola Allievi Sottufficiali di Firenze. Gli allievi, in numero di 600 circa per annata, occuperanno il Castello fino all'agosto del 1969, anno in cui vennero trasferiti a Velletri, sede della Scuola Sottufficiali.

Il 24 dicembre di quell'anno, al Castello si insedia il Comando del Battaglione e le operazioni di trasferimento dalla Caserma “Pietro Micca” di Torino al Castello Reale di Moncalieri terminarono 31 maggio 1970 ed è tutt'oggi sede di quell'unità che, nel mentre, è stata denominata "Piemonte" ed elevata al rango di Reggimento.

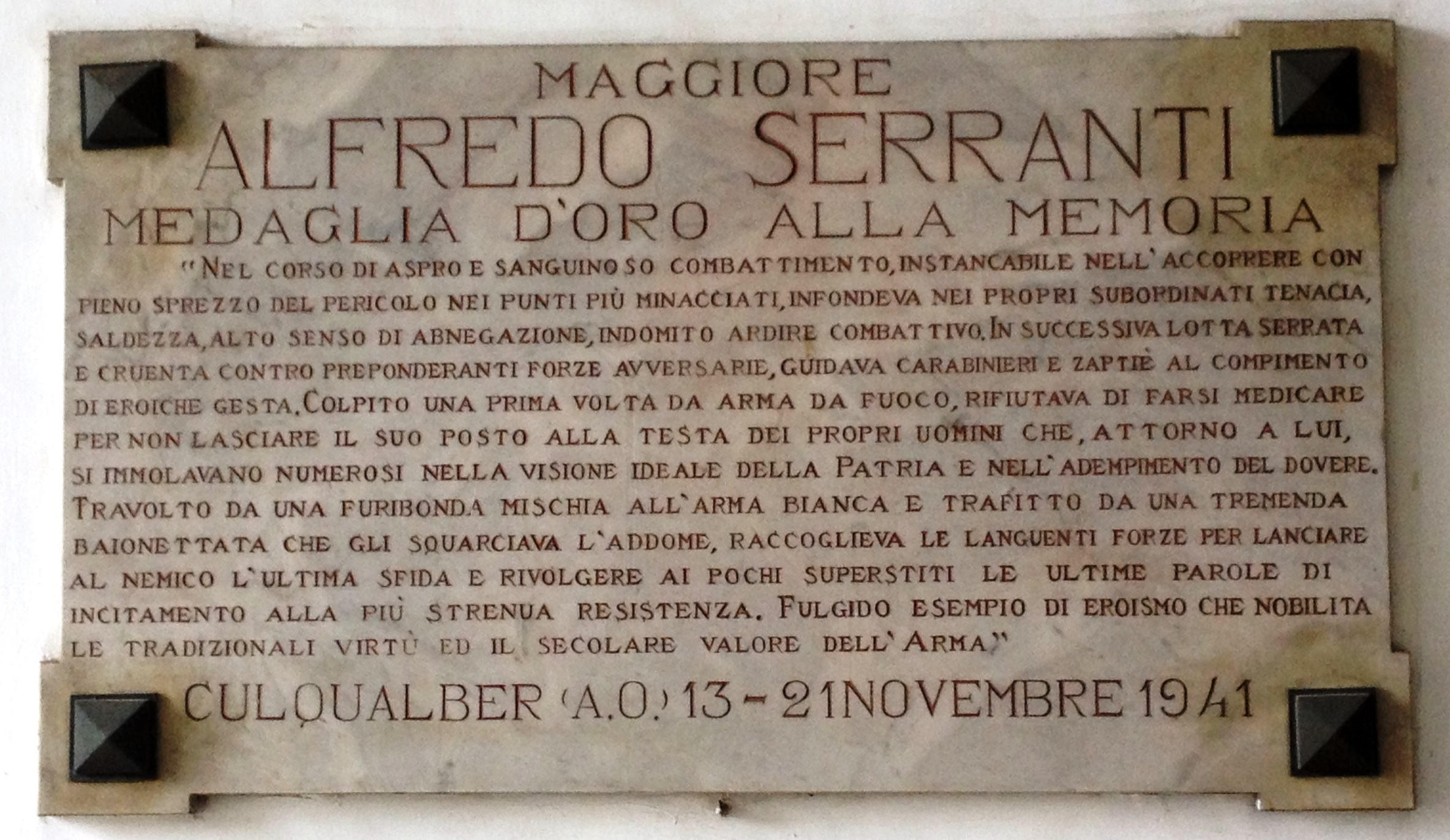
Targa dedicata al M.O.V.M. Maggiore Alfredo Serranti

La caserma è intitolata al Maggiore Alfredo Serranti, Medaglia d'oro al valor militare alla Memoria per i fatti accaduti e gli atti compiuti nella battaglia di Culqualber in Abissinia durante lo scontro tra italiani e britannici sul finire del 1941.

### L'ufficio del Comandante
La stanza che oggi ospita l'ufficio del Comandante di Reggimento, in passato è stata utilizzata differentemente in base a chi occupava, in quel momento storico, il Castello.
A partire dal 1824 è stata utilizzata della Regina Maria Teresa d'Asburgo d'Este, moglie di Vittorio Emanuele I, quale camera da letto. Nel 1850 è divenuta la stanza della Regina Maria Teresa, moglie del Re Carlo Alberto. Successivamente, nel 1853, la stanza viene devoluta alla tutrice dei figli di Vittorio Emanuele II.
A partire dal 1860 la stanza viene occupata dall'Ufficiale d'Ordinanza protempore, Alziary di Malaussena Gustavo (1833-1866, Ufficiale di Marina), scelto dal Re Vittorio Emanuele II quale Ufficiale d'Ordinanza del giovane Oddone di Savoia (1846-1866).
Nel 1909 diviene camera da letto del Principe Vittorio Napoleone (1862-1926), figlio di Maria Clotilde (nipote di Vittorio Emanuele II).
Nel 1928, con l'ingresso nel Castello del Regio Esercito la stanza diviene l'ufficio del Comandante, destinazione d'uso che mantiene tutt'oggi.

### Proprietà del Castello
L'importante complesso attualmente appartiene a diverse istituzioni pubbliche.
Gli spazi esterni ed i diversi saloni, quindi la maggior parte dell'intera struttura, sono sede del 1º Reggimento Carabinieri “Piemonte” e proprietà del Demanio Militare.
Il Giardino delle Rose, che è indipendente dalla Residenza, pur essendo inserito all'interno delle mura perimetrali, appartiene al Ministero della Cultura ma è affidato al Comune di Moncalieri, che possiede anche il grande Parco retrostante, un'autentica oasi ambientale, per la quale sta per essere realizzato un grande e ambizioso progetto che renderà l'area fruibile alla cittadinanza.

### Il Proclama di Moncalieri
L'Editto di Moncalieri o Proclama di Moncalieri è uno straordinario atto storico, che ha avuto un'estrema importanza nella storia del Regno del Piemonte ed importanti riflessi sulla storia d'Italia.
È stato redatto e firmato nel Castello di Moncalieri il 20 novembre 1849 da Re Vittorio Emanuele II, dopo aver decretato lo scioglimento della Camera dei Deputati. Fu un atto indispensabile per affrontare e risolvere la gravissima crisi istituzionale sorta per le trattative con l'Austria, susseguenti alla sconfitta militare di Novara nella I Guerra di Indipendenza.
Oltre a sciogliere il Parlamento subalpino, il Proclama di Moncalieri lanciava un invito ad un voto moderato e coscienzioso, aspetto che fu suggerito al Re dal primo ministro Massino D'Azeglio. Le elezioni, che videro una forte affluenza alle urne, registrò l'affermazione della linea voluta dal Re e dal Governo e che portò alla firma della pace con l'Austria e alla nascita di uno stato nuovo.
La stanza dove fu firmato il Proclama da Vittorio Emanuele II, in seguito all'incendio del 5 aprile 2008, fu gravemente danneggiata. Il documento originale, fortunatamente, era stato da tempo trasferito nell'Archivio di Stato di Moncalieri.

## Storia del reparto

### Le origini dei Battaglioni Mobili
Il termine militare “battaglione” compare nel XIII secolo, ma si generalizza verso la metà del XVI secolo per indicare l’unità tattica fondamentale della fanteria, composta di 6 o più compagnie, divise in due gruppi uguali, detti “mezzo battaglione”. Solitamente tale unità è inquadrata nel reggimento, ma può formare reparto organico a sé.
Per l’Arma dei Carabinieri il termine battaglione, come unità mobile, entrò in uso nel 1883, allorché, in occasione delle grandi manovre dell’Esercito, il ministro della Guerra Ferrero ordinò al Comando Generale dell’Arma l’approntamento delle Sezioni mobilitate Carabinieri da adibire alle Grandi Unità. In particolare, a Torino, a seguito dell’entrata in guerra dell’Italia – il 20 maggio 1915 –, viene costituito un Battaglione Mobile denominato “Battaglione Piemonte”, acquartierato presso le Caserme “Cernaia” e “Pietro Micca”, poi schierato ad Udine con funzioni di sicurezza e difesa del Comando Supremo nonché di protezione esterna della città. Al termine del conflitto il Battaglione viene sciolto per cessate esigenze.

### I Battaglioni nel primo dopoguerra
Per parlare di veri e propri “Battaglioni Mobili Carabinieri” dobbiamo attendere il Regio Decreto n. 1802 del 02.10.1919 ed il successivo decreto ministeriale del 02.05.1920 mediante i quali vengono costituiti 18 Battaglioni Mobili “[...] per concorrere con le Legioni territoriali della stessa Arma nei servizi di ordine pubblico e di pubblica sicurezza. Qualora le esigenze lo richiedano, in taluno dei Battaglioni una o più Compagnie potranno essere costituite con militari dell’Arma a cavallo. I Battaglioni mobili saranno formati in linea normale con Carabinieri Ausiliari, comandati da Ufficiali, Sottufficiali ed Appuntati dell’Arma dei Carabinieri, ed avranno in aggregazione il numero di meccanici e conducenti necessari per gli automezzi [...]”. Venne inoltre stabilito che essi fossero organizzati su 4 Compagnie (tre a piedi ed una ciclisti, con una o due sezioni mitragliatrici) e che prendessero il nome della città loro sede, distinguendoli con numero progressivo nel caso di più Battaglioni residenti nella stessa città.
Detti Battaglioni Mobili ebbero la seguente dislocazione: Torino (due), Alessandria, Genova, Milano (due), Verona, Firenze, Bologna, Ancona, Roma (tre), Napoli (due), Bari, Palermo e Catania.
I due Battaglioni dislocati a Torino furono denominati, rispettivamente, “Battaglione Mobile Carabinieri 1°” e “Battaglione Mobile Carabinieri 2°” e furono posti alle dipendenze del 1º Gruppo di Legione di Torino.
Il 01 dicembre 1922 venne soppresso il “Battaglione Mobile Carabinieri 1°” e, con gli stessi organici venne costituito un Battaglione Mobile a Trieste, con due Compagnie distaccate a Treviso. A Torino il “Battaglione Mobile Carabinieri 2°” assunse la nuova denominazione di “Battaglione Mobile Carabinieri Torino”.
I Battaglioni Mobili furono definitivamente sciolti il 30 dicembre 1923 con il R.D. n. 2908.
Il 23 giugno 1943, per le esigenze connesse al 2° conflitto mondiale, venne costituito, dalla Legione Territoriale Carabinieri di Torino, il “1º Battaglione Carabinieri Mobilitato”. Impiegato inizialmente in Albania (dal novembre 1949 al giugno 1941) ove, frazionato in piccole unità, disimpegnò servizi di rastrellamento e di polizia militare. Il 07 giugno 1941 venne inviato ad Atene ed assunse un assetto territoriale, suddiviso in Compagnie, Tenenze e Stazioni. Il 29 settembre 1943 – a seguito dell’Armistizio – fu sciolto per cessate esigenze.

### Il nuovo ordinamento dell'Arma nel secondo dopoguerra
Il 31 agosto 1945 l’art. 1 del Decreto Luogotenenziale n. 603 ridisegnò l’ordinamento dell’Arma dei Carabinieri prevedendo, tra gli altri, 12 “Battaglioni Mobili Carabinieri” per concorrere nei servizi di ordine pubblico e partecipare alle operazioni di soccorso alla popolazione, in caso di necessità. Detti Battaglioni furono costituiti, accasermati, armati, amministrati e vettovagliati dalle Legioni competenti territorialmente.
Lo stesso Decreto stabilì, inoltre, che i 12 Battaglioni venissero suddivisi in 4 Raggruppamenti, dai quali dipendevano per l’addestramento e per l’impiego. Il Comando di ogni Raggruppamento era costituito da un Colonnello, un Ufficiale addetto e 6 militari di truppa.
Le sedi dei Comandi di Raggruppamento di Battaglioni Mobili furono stabilite con determinazione del Ministro per la guerra come segue:
- 1º Raggruppamento, con sede a Milano, dipendente dalla 1ª Divisione Carabinieri “Pastrengo” di Milano e comprendente i Battaglioni “Torino”, “Milano”, “Genova” e “Padova”;
- 2º Raggruppamento, con sede a Firenze, dipendente dalla 2ª Divisione Carabinieri “Podgora” di Roma e comprendente i Battaglioni “Bologna” e “Firenze”;
- 3º Raggruppamento, con sede a Roma, dipendente dalla 2ª Divisione Carabinieri “Podgora” di Roma comprendente i Battaglioni “Lazio”, “Roma” e “Cagliari”;
- 4º Raggruppamento, con sede a Napoli, dipendente dalla 3ª Divisione Carabinieri “Ogaden” di Napoli, comprendente i Battaglioni “Napoli”, “Bari” e “Palermo”.

### Il Battaglione "Torino"
Come già specificato, il Decreto Luogotenenziale fu emanato il 31 agosto 1945 ma, nonostante ciò, la costituzione di un Battaglione Mobile a Torino, alloggiato nell’ala destra della Caserma “Cernaia” e denominato “Battaglione Mobile Carabinieri Torino”, era già iniziata il 19 giugno 1945.
Nell’agosto del 1951 il Reparto viene trasferito nella vicina Caserma “Pietro Micca” ed il 01 aprile 1963 assume la denominazione di “1º Battaglione Carabinieri” passando alle dipendenze del “1º Reggimento Carabinieri” di Milano, costituito nella stessa data.
Tra il 19 dicembre 1969 ed il 31 marzo 1970, in un momento di massimo impiego a causa delle pesanti tensioni politiche e sociali del periodo, il Battaglione si trasferisce nel Castello Reale di Moncalieri, fino ad allora sede del “1º Battaglione Allievi Sottufficiali Carabinieri” trasferitosi, nel frattempo, alla Scuola Sottufficiali di Firenze.

### Il Battaglione "Piemonte"
Il 01 settembre 1977 il Reparto passa alle dirette dipendenze dell’11ª Brigata Carabinieri, gli vengono attribuite le funzioni di “Comando di Corpo” e la denominazione di “1º Battaglione Carabinieri Piemonte”.

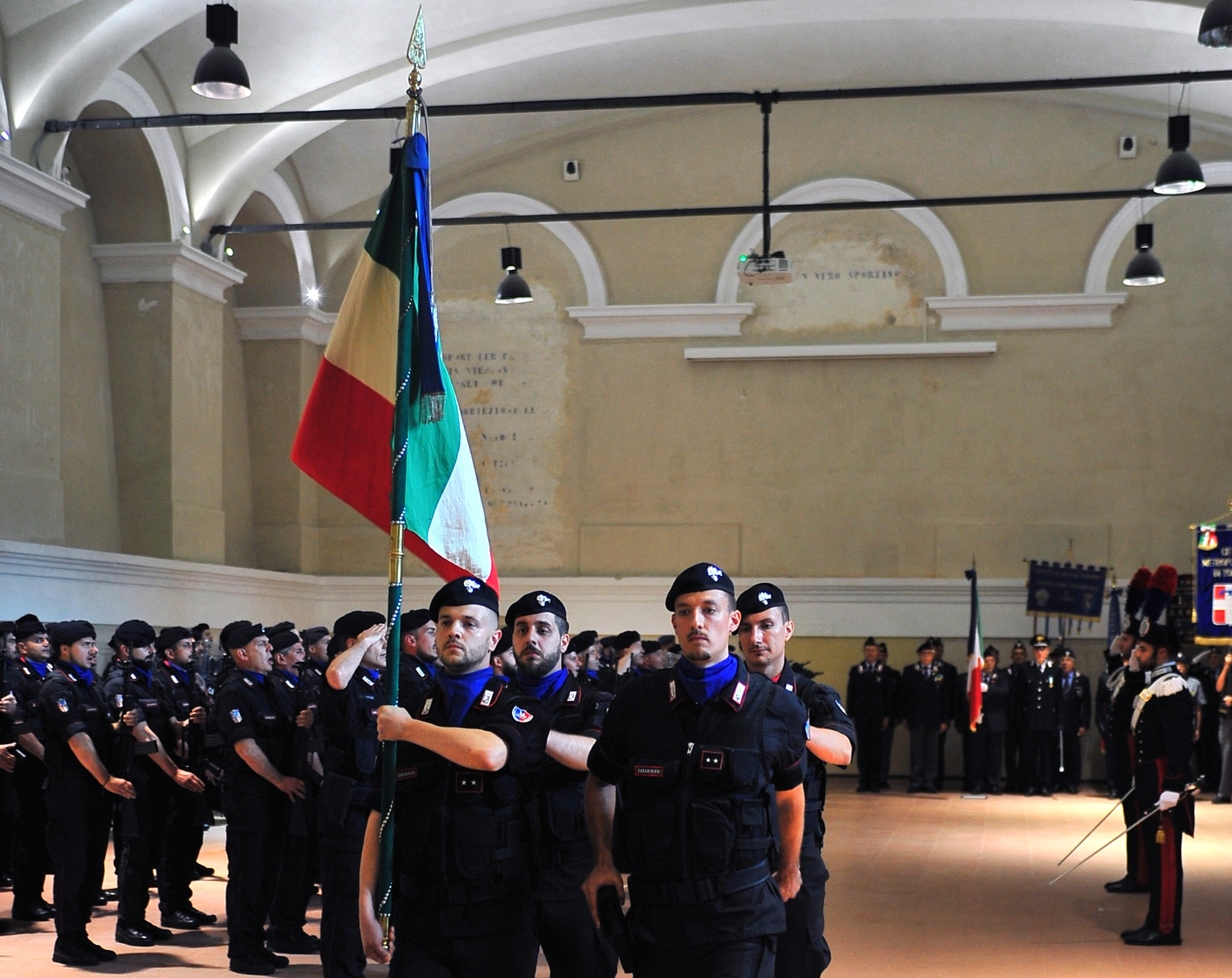
Bandiera di guerra del 1º Reggimento carabinieri "Piemonte"

Il 07 ottobre 1977, con d.P.R. n. 861, al Battaglione viene concessa la Bandiera di Guerra, tutt’oggi custodita nell’ufficio del Comandante. Questa fu consegnata, con cerimonia solenne, il 16 dicembre 1977 all’allora Comandante di Battaglione, Tenente Colonnello Mario Cocco, dalla madrina del Battaglione Sig.ra Lucia Sturpino, vedova del Carabiniere Giuseppe Barbarino, ucciso in servizio nel corso di un conflitto a fuoco avvenuto il 25 gennaio 1971.

### Il Reggimento "Piemonte"
Il 10 settembre 2014, il Battaglione è stato elevato al rango di Reggimento, assumendo l’attuale denominazione di 1º Reggimento Carabinieri "Piemonte", al quale è stato posto alle dipendenze il 2º Battaglione Carabinieri "Liguria".
Successivamente, il 6 luglio 2015 è stata costituita la 2ª Compagnia, mentre il 4 marzo 2019 è stata istituita la Compagnia di Intervento Operativo.

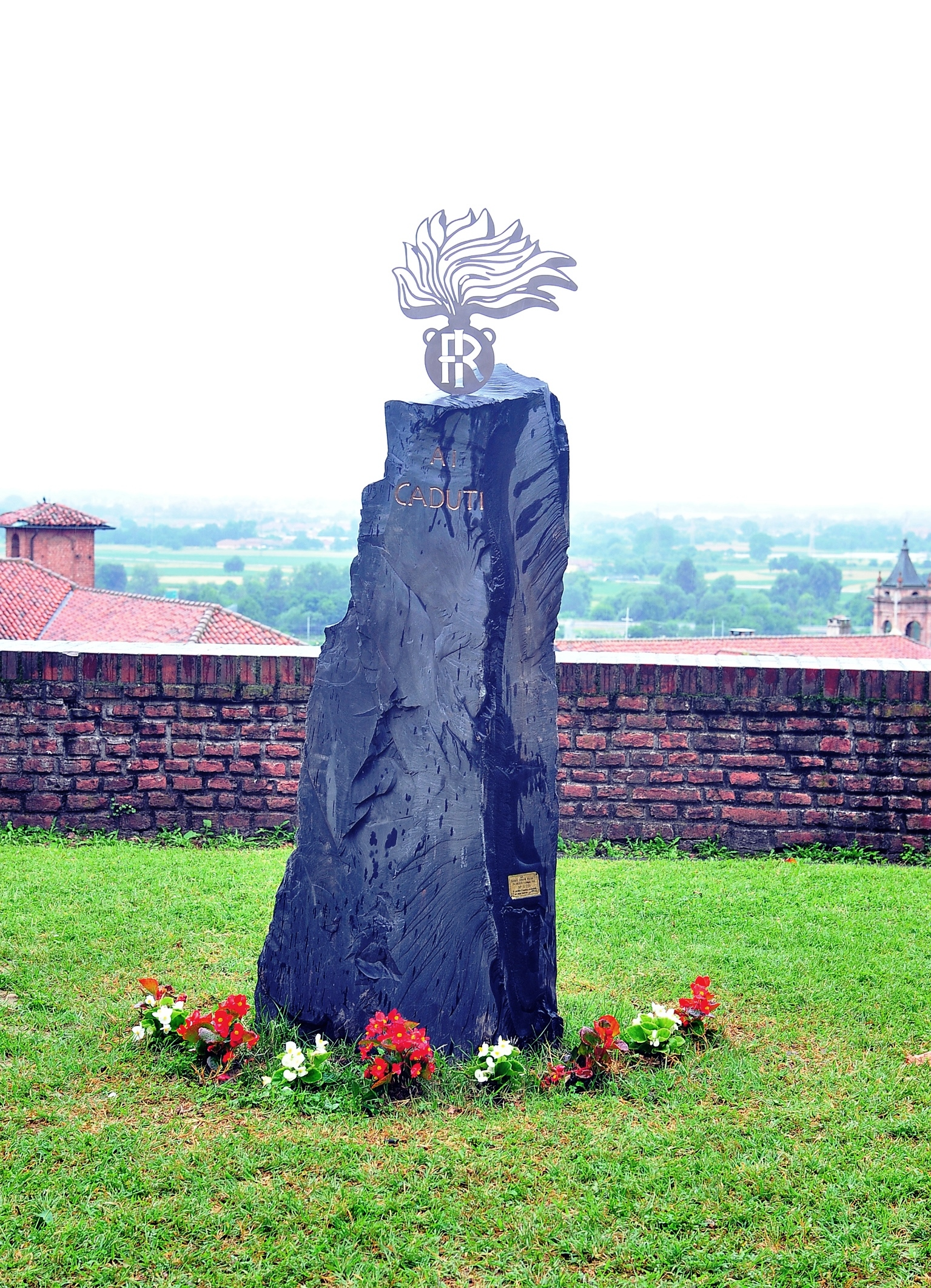
Monumento ai caduti presso il Castello di Moncalieri

Il 13 giugno 2018 si è svolta la cerimonia di commemorazione del quarantennale della concessione della Bandiera di Guerra. In tale occasione è stato inaugurato il Monumento ai Caduti, realizzato in pietra di ardesia e collocato sul piccolo belvedere davanti alle torri cilindriche del Castello Reale. Da questa posizione, il monumento affaccia sul sottostante giardino all’italiana e volge lo sguardo verso il Monviso.
Il 15 novembre 2024, in occasione del decennale dell’elevazione a Reggimento, è stata inaugurata una mostra celebrativa della durata di tre mesi, alla presenza del Comandante, Colonnello Fabio Federici, e delle principali autorità politiche e militari.

## Organizzazione
Retto da Ufficiale Superiore col grado di Colonnello, è un “Comando di Corpo” strutturalmente organizzato come segue:
- Ufficio Comando: struttura di staff a supporto del Comandante di Reggimento. Si occupa della gestione del comparto personale, operazioni, logistica ed amministrazione;
- Compagnia Comando e Servizi: struttura con compiti logistici, in supporto delle componenti operative, e di sicurezza dell’installazione militare;
- tre Compagnie operative: articolazioni dedite allo svolgimento dei servizi istituzionali di ordine e sicurezza pubblica;
- un Battaglione (denominato 2º Battaglione Carabinieri “Liguria”), retto da Ufficiale Superiore col grado di Tenente Colonnello. È un “Comando di Corpo” con sede a Genova che svolge i medesimi servizi istituzionali del Reggimento.

## Stemma araldico

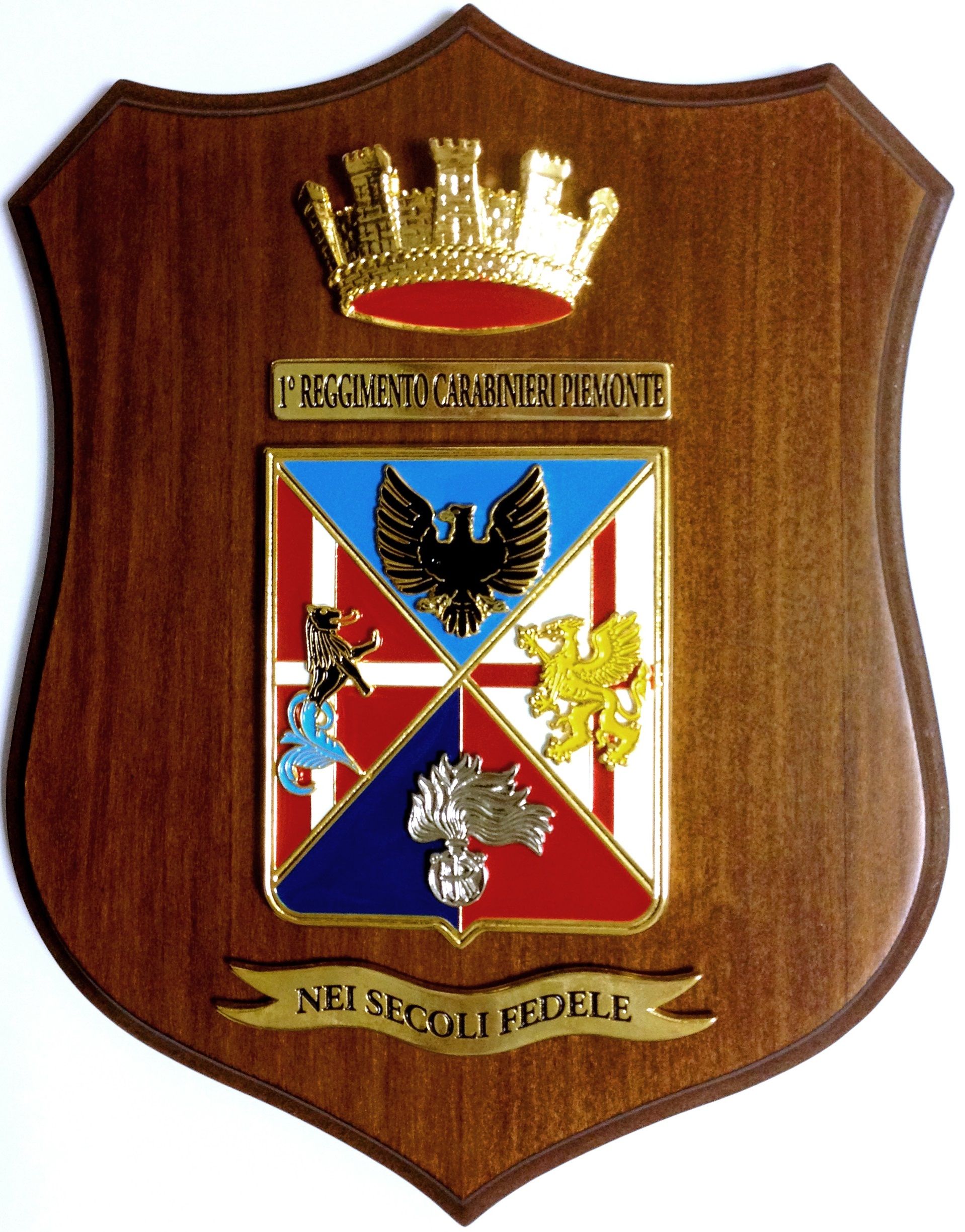
Stemma araldico del 1º Reggimento carabinieri "Piemonte"

Creato in occasione dell’elevazione al rango di Reggimento del preesistente Battaglione, unisce sotto un’unica insegna il 1º Reggimento Carabinieri “Piemonte” ed il 2º Battaglione Carabinieri “Liguria”.
Lo stemma araldico, quadripartito da due diagonali, poggia su uno scudo francese moderno anche detto “sannitico”. Contrassegno di vittoria, potenza e prosperità, nella porzione superiore è posta l’aquila su fondo blu “Principe di Savoia” che richiama la cosiddetta bandiera “Colonnella”, simbolo dei Comandanti di Reggimento. La porzione triangolare inferiore raffigura la granata argento, a tredici punte, dell’Arma dei Carabinieri sui colori istituzionali blu e rosso. A sinistra è posizionato un leone nascente (che rappresenta coraggio e forza) in nero, linguato in rosso, su croce bianca a sfondo rosso, propri della città di Moncalieri. Nel triangolo di destra troviamo il grifone (potente animale chimerico simbolo di prontezza, custodia e vigilanza) su croce rossa a sfondo bianco, propri della città di Genova.
Lo stemma, di tipo composto, è sormontato dalla corona “Turrita” o “Guelfa”, con otto torri di cui cinque visibili, simbolo dell’unità militare. Tra lo scudo e la corona è posta l’insegna con il nome del Reparto. Sotto lo scudo, un cartiglio svolazzante reca il motto dell’Arma dei Carabinieri: “Nei secoli fedele”.

## Compiti
Il Reggimento svolge i seguenti compiti istituzionali:
- concorre alla difesa integrata del territorio nazionale;
- partecipa alla gestione dell’ordine pubblico;
- impiega propri assetti in missioni “fuori area” e per la sicurezza delle rappresentanze diplomatiche;
- attraverso il Reparto di Soccorso (costituito in caso di necessità) assicura soccorso alla popolazione in caso di calamità di origine naturale e non;
- attraverso la componente S.I.O. (Squadre Intervento Operativo) supporta l’organizzazione territoriale nel controllo delle zone più sensibili del territorio;
- attraverso la componente S.O.S. (Squadre Operative di Supporto) svolge funzioni di contrasto alla minaccia terroristica.

## Mezzi
Il Reggimento ha in dotazione un ampio parco veicoli in ragione dei peculiari compiti. I mezzi più utilizzati sono:
- IVECO C-17 e C-18, veicoli furgonati, impiegati nei servizi di ordine pubblico;
- Land Rover Discovery e Jeep Grand Cherokee, impiegati nei servizi di ordine pubblico e di supporto alla popolazione in aree impervie;
- Jeep Grand Cherokee e Subaru Forester, impiegati nei servizi anti-terrorismo;
- Alfa Romeo Giulietta e Fiat Sedici, per i servizi di supporto all’Arma territoriale.

Oltre ai veicoli sopra elencati, il Reparto ha in uso una serie di mezzi speciali quali camion, shelter-campali e veicoli tattici-militari per specifiche esigenze di servizio.

## Cronotassi dei comandanti

### Battaglione
1. Ten. Col. Pietro Leone DEMICHELIS dal 1949 al 1951
2. Magg. Raffaele SAVE dal 1952 al 1954
3. Magg. Augusto IZZO dal 1955 al 1956
4. Magg. Giovanni MONTECUCCHI dal 01.09.1956 al 07.11.1958
5. Magg. Giovanni ROBECCHI dal 08.11.1958 al 11.06.1962
6. Ten. Col. Giovanni MONTECUCCHI dal 12.06.1962 al 17.08.1962
7. Ten. Col. Guido PEPE dal 18.08.1962 al 28.09.1966
8. Ten. Col. Emilio CANTONI dal 29.09.1966 al 18.09.1969
9. Ten. Col. Giovanni LUCCHETTI dal 19.09.1969 al 24.08.1972
10. Ten. Col. t.SG Biagio BUONO dal 25.08.1972 al 31.10.1975
11. Ten. Col. Giuseppe PIRA dal 01.11.1975 al 19.09.1976
12. Ten. Col. t.SG Mario COCCO dal 20.09.1976 al 03.09.1979
13. Ten. Col. Vittorio BONFANTI dal 04.09.1979 al 10.07.1982
14. Ten. Col. Manlio MORELLI dall'11.07.1982 al 23.10.1984
15. Ten. Col. Vincenzo SPALLINO dal 24.10.1984 al 24.08.1986
16. Ten. Col. Antonino BORZÌ dal 25.08.1986 al 19.09.1988
17. Ten. Col. Carlo LEPORE dal 20.09.1988 al 08.01.1991
18. Ten. Col. Giorgio Vincenzo PIRAS dal 03.05.1991 al 02.11.1992
19. Ten. Col. Giambattista GIACCHERO dal 20.03.1993 al 15.09.1995
20. Ten. Col. Paolo FABIANO dal 16.09.1995 al 31.08.1998
21. Ten. Col. Salvatore FAVAROLO dal 28.09.1998 al 18.08.2000
22. Ten. Col. Benedetto LAURETTI dal 19.08.2000 al 18.09.2002
23. Ten. Col. Giacinto PRENCIPE dal 19.09.2002 al 03.09.2005
24. Ten. Col. Pierfranco DIANA dal 04.09.2005 al 04.09.2008
25. Col. Mario METTIFOGO dal 23.09.2008 al 10.09.2014

### Reggimento
1. Col. Cristiano DESIDERI dall'11.09.2014 al 17.09.2018
2. Col. Stefano Fernando RUSSO dal 18.09.2018 al 09.09.2021
3. Col. Andrea INTERMITE dal 10.09.2021 al 11.09.2023
4. Col. Fabio FEDERICI dal 12.09.2023 - attualmente in Comando